# Jovan Ćirilov
Jovan Ćirilov, en serbe cyrillique Јован Ћирилов (né le 30 août 1931 à Kikinda et mort le 16 novembre 2014 à Belgrade) est un dramaturge et un acteur serbe.

## Biographie
Après avoir effectué ses études primaires et secondaires à Kikinda, Jovan Ćirilov a suivi des études supérieures à l'université de Belgrade. Il parle allemand, anglais, français, espagnol et italien.
Par la suite, il a travaillé pour l'Atelier 212, un théâtre d'avant-garde de Belgrade.
En 1967, avec Mira Trailović, il crée le Festival international de théâtre de Belgrade (BITEF). La première édition de ce festival a eu lieu dans la salle de l'Atelier 212. Il a également été directeur du Théâtre dramatique yougoslave.
Jovan Ćirilov est également un critique dramatique. Il a publié des chroniques théâtrales, intitulées Reč nedelje (le « mot de la semaine »), dans le magazine NIN. Ces chroniques ont été publiées en recueil.
Ćirilov est également membre du comité national Mémoire du monde pour la Serbie, sous l'égide de l'Unesco.

## Ouvrages
- Rečnik novih reči, 1982
- Novi rečnik novih reči, 1991
- Srpsko-hrvatski rečnik varijanata (inačica), 1989 et 1994
- Reč nedelje, tome 1, 1997
- Reč nedelje, tome 2, 2006

## Récompense
En 1990, Jovan Ćirilov a remporté la Statuette de Joakim Vujić décernée par le Knjaževsko-srpski teatar de Kragujevac.
En 2000, il a reçu le prix spécial du jury du Prix Europe pour le théâtre décerné au BITEF, à Taormine,.